# ニート吸血鬼、江藤さん
『ニート吸血鬼、江藤さん』（ニートきゅうけつき、えとうさん）は、鈴木大輔による日本のライトノベルである。イラストは空中幼彩が担当している。富士見ファンタジア文庫（富士見書房発行）より刊行された。
本シリーズの刊行を記念して、2011年3月にMF文庫J（メディアファクトリー）から発売された鈴木大輔の別作品『お兄ちゃんだけど愛さえあれば関係ないよねっ』第2巻とコラボフェアを開催し、クロスオーバー作品『ニート吸血鬼だけど、愛さえあれば関係ないよねっ』を発表した。

## あらすじ
動物を育てるのが好きな高校生、宇堂竜之介はある日、自分の家の裏庭にある蔵の中で倒れている金髪の少女を発見する。自分の事を「吸血鬼」と称する少女はそのまま竜之介の家に居候を始めるが、体力は赤子並で自分一人ではパンツも穿けないザンネンな子供だった。竜之介は自分の特技を活かし、少女を一人前の人間にすべく調教を開始するのだった。

## 登場人物

### 主要人物
宇堂 竜之介（うどう りゅうのすけ）
朋生学園高校に通う1年生。目付きと言葉遣いが非常に悪く、近隣から「ヤンキー」のレッテルを貼られている。かわいそうな動物達を放っておく事が出来ない優しい人間である。
実家は双峰山剛蓮寺というお寺であり、近所から「剛蓮寺動物園」と揶揄されている。
動物の調教や飼育は得意であり、どんな動物でも手懐けてしまう特技を持っている。また料理の腕もプロ級で、幼馴染の芹沢美園からは「今すぐ店を出してもやっていける」と評価されている。
体罰推進派であり、主に使用する体罰は「尻叩き」である。
マリー=フランソワーズ=ヴィクトール=ド・エトー・フィス
剛蓮寺の裏庭にある蔵で倒れていた金髪の少女。外見は中学生程度であるが中身はお子様である。
自らの事を吸血鬼と自称し、一人称は「妾（わらわ）」である。
他人を見下しているが、自分一人では何も出来ずパンツを穿く事も出来ないダメ人間である。
本名が長く覚え辛い事から「江藤」と呼ばれている。
芹沢 美園（せりざわ みその）
竜之介の幼馴染で、同じ朋生学園に通う1年生。黒縁眼鏡と三つ編という地味な外見をしている。
竜之介以上の体罰推進派であり、体に外傷を付ける事無く徹底的に相手を痛めつける術を知り尽くしている。また裏表が激しく、学園では生徒会に所属しており、教師や生徒からの受けは良い。
本来は手入れの行き届いた黒髪の美少女だが、「いつも見せているとありがたみがなくなるから」という理由で封印している。
両親とは死別しており、家族は弟が二人いるだけである。弟二人は自身のバイト代で養っている。また、服に掛けるお金が勿体無いという理由で、常に制服を着用している。
何故か竜之介の母親である宇堂耀子を師と仰ぎ尊敬している。
宇堂 仙太郎（うどう せんたろう）
竜太郎の父親。仕事と称してギャンブルに興じるなど不良中年。40歳前であるが、外見は若々しく還暦を迎えたお年寄りからおしめのとれたばかりの幼稚園児にまでモテる。
十数年前に裏庭の蔵に江藤を封印した張本人だが、そのことはすっかり忘れていた。

## 既刊一覧
- 鈴木大輔（著）、空中幼彩（イラスト） 『ニート吸血鬼、江藤さん』 富士見書房〈富士見ファンタジア文庫〉、既刊2巻（2011年8月20日現在）
  1. 2011年4月25日発行（4月20日発売[2]）、ISBN 978-4-8291-3632-4
  2. 2011年8月25日発行（8月20日発売[3]）、ISBN 978-4-8291-3671-3